# Dionisi Ascàlaf
Dionisi Ascàlaf (grec antic: Διονύσιος Ἀσκάλαφος, Dionýsios Askàlapos) fou un escriptor de l'antiga Grècia que va escriure una exegesi d'un poema mèlic sobre Eros obra de Teodòrides. És conegut solament per dues referències: una d'Ateneu de Nàucratis i per l'entrada a l'Etymologicum Magnum.